# Šilheřovické doly
Šilheřovické doly (Schilldersdorfer Gruben), byla skupina nejstarších černouhelných štolových dolů, které těžily uhlí na návrší Landek v Koblově.

## Historie
Doly nesly název podle Šilheřovického panství, ve kterém se nacházely.
Ke vzniku prvního dolu vedl nález výchozu uhelné sloje v roce 1803 v kamenolomu ve východní části Landeku v Koblově. Sloj později obdržela název Naneta. Na dokumentovaný nález sloje Naneta získal důlní míry s právem ražení štoly vlastník Šilheřovického panství Johann Friedrich sv. p. Eichendorf dne 3. října 1803. O dva roky později 19. února 1805 získal ještě dobývací práva na sloje Filipina, Jan a Klementina.  
Po smrti Johanna Fridricha sv. p. Eichendorf v roce 1819 získala panství i s doly ze závěti jeho manželka Marie Anna, rozená Hoverdenová. V roce 1830 odkázala doly svému synovci Emanuelu z Hoverdenu a svým neteřím. Od tohoto majitelského konsorcia je koupil 14. září 1835 Hubert sv. p. Stücker z Wayersdorfu, který v tomtéž roce získal kutací práva na sloj Růžena. Hubert sv. p. Stücker v roce 1835 zahájil novou otvírku dolu ražbou dědičné štoly Hubert. V roce 1842 získal propůjčku a důlní pole Naděje (Eufeminina) a poslední propůjčku v roce 1844 na Karolinu-Annu.
5. prosince 1844 odkoupil doly s celým šilheřovickým panstvím Salomon Mayer sv. p. Rothschild a přičlenil je k hlučínským dolům.  

### Současný stav
Lokalizací některých důlních děl v terénu lze zjistit zřetelné pozůstatky, představované nálevkovitými propadlinami.

## Těžba uhlí
Sloje tvořily tzv. jihozápadní skupinu, nalézaly se v šikmém uložení a vycházely na povrch na jižním a východním svahu Landeku. Na východ od této skupiny byl nalezen výchoz sloje Růžena. 
Důlní provozy na slojích Filipina a Klementina byly po vydolování zrušeny a o jejich důlní pole v roce 1830 rozšířen důl Jan.
Dobývaly se sloje hrušovských a petřkovických vrstev ostravského souvrství. Uhlí bylo těženo ze štol metodou směrného pilířování. Dobývací činnost byla málo intenzivní ve srovnání se sousedními hlučínskými doly. dokumentováno bylo 7 provozovaných dolů s 5 hlavními štolami a 11 jámami.
Doly existovaly od roku 1803 asi do roku 1860 a později se staly součástí dolu Anselm.

## Údaje o Šilheřovických dolech
Údaje dle
| Název                 | Druh jámy    | Založení    | délka štol v m | hloubka jámy v m | těžba           | vytěženo   | likvidace   | dobývací pole v ha | poznámka                               |
| --------------------- | ------------ | ----------- | -------------- | ---------------- | --------------- | ---------- | ----------- | ------------------ | -------------------------------------- |
| Naneta                | dědičná      | 1803        | 142            |                  | 1803 – asi 1860 | nezjištěno | 19. století | 103,3              | 7 dolů: 5 štol, 11 jam, 1 štolní patro |
| Filipina              | hlavní denní | 1805        | 110            |                  | 1803 – asi 1860 | nezjištěno | 19. století | 103,3              | 7 dolů: 5 štol, 11 jam, 1 štolní patro |
| Jan                   | hlavní denní | 1805        | 65             |                  | 1803 – asi 1860 | nezjištěno | 19. století | 103,3              | 7 dolů: 5 štol, 11 jam, 1 štolní patro |
| Klementina / Hraniční | hlavní denní | 1805        | 48             |                  | 1803 – asi 1860 | nezjištěno | 19. století | 103,3              | 7 dolů: 5 štol, 11 jam, 1 štolní patro |
| Hubert                | dědičná      | 1835        | 160            |                  | 1803 – asi 1860 | nezjištěno | 19. století | 103,3              | 7 dolů: 5 štol, 11 jam, 1 štolní patro |
| Antonín               | větrní       | 1803        |                | 29               | 1803 – asi 1860 | nezjištěno | 19. století | 103,3              |                                        |
| František             | větrní       | 1830        |                | 13               | 1803 – asi 1860 | nezjištěno | 19. století | 103,3              |                                        |
| Gustav (G1)           | větrní       | 1803        |                | 33               | 1803 – asi 1860 | nezjištěno | 19. století | 103,3              |                                        |
| Josef                 | větrní       | 1803        |                | 21               | 1803 – asi 1860 | nezjištěno | 19. století | 103,3              |                                        |
| Naděje                | víceúčelová  | 1830        |                | 31               | 1803 – asi 1860 | nezjištěno | 19. století | 103,3              |                                        |
| Pavlína               | víceúčelová  | 19. století |                |                  | 1803 – asi 1860 | nezjištěno | 19. století | 103,3              |                                        |
| Pokusná (P1)          | průzkumná    | 1803        |                | 29               | 1803 – asi 1860 | nezjištěno | 19. století | 103,3              |                                        |
| Strojní               | větrní       | 1835        |                | 22               | 1803 – asi 1860 | nezjištěno | 19. století | 103,3              | nesprávně Mach                         |